# Sovínky
Sovínky è un comune mercato della Repubblica Ceca facente parte del distretto di Mladá Boleslav, in Boemia Centrale.